# Інвернесс-Гайлендс-Саут (Флорида)
Інвернесс-Гайлендс-Саут (англ. Inverness Highlands South) — переписна місцевість (CDP) в США, в окрузі Цитрус штату Флорида. Населення — 6698 осіб (2020).

## Географія
Інвернесс-Гайлендс-Саут розташований за координатами 28°48′2″ пн. ш. 82°20′14″ зх. д. / 28.80056° пн. ш. 82.33722° зх. д. (28.800689, -82.337182).  За даними Бюро перепису населення США в 2010 році переписна місцевість мала площу 14,60 км², з яких 14,57 км² — суходіл та 0,03 км² — водойми.

## Демографія
Згідно з переписом 2010 року, у переписній місцевості мешкали 6542 особи в 2840 домогосподарствах у складі 1871 родини. Густота населення становила 448 осіб/км².  Було 3198 помешкань (219/км²).
Расовий склад населення:
| - 93,5 % — білих - 1,8 % — чорних або афроамериканців - 1,3 % — азіатів - 0,4 % — корінних американців - 1,2 % — осіб інших рас |

До двох чи більше рас належало 1,8 %. Частка іспаномовних становила 5,9 % від усіх жителів.
За віковим діапазоном населення розподілялося таким чином: 20,2 % — особи молодші 18 років, 53,8 % — особи у віці 18—64 років, 26,0 % — особи у віці 65 років та старші. Медіана віку мешканця становила 47,4 року. На 100 осіб жіночої статі у переписній місцевості припадало 87,7 чоловіків;  на 100 жінок у віці від 18 років та старших — 85,0 чоловіків також старших 18 років.
Середній дохід на одне домашнє господарство  становив 48 441 долар США (медіана — 37 107), а середній дохід на одну сім'ю — 50 576 доларів (медіана — 41 250). Медіана доходів становила 35 028 доларів для чоловіків та 28 188 доларів для жінок. За межею бідності перебувало 17,2 % осіб, у тому числі 19,7 % дітей у віці до 18 років та 7,7 % осіб у віці 65 років та старших.
Цивільне працевлаштоване населення становило 2312 осіб. Основні галузі зайнятості: освіта, охорона здоров'я та соціальна допомога — 31,4 %, роздрібна торгівля — 11,3 %, науковці, спеціалісти, менеджери — 10,3 %, транспорт — 9,6 %.